# Intrèpides
Intrèpides (títol original en francès: Culottées) és una novel·la gràfica de l'autora de còmics Pénélope Bagieu. L'Editorial Finestres la va publicar per primera vegada en català el novembre de 2021, amb traducció de Montserrat Terrones. La versió original es va publicar amb dos àlbums el 2016 i 2017 a França per Éditions Gallimard. Va rebre el premi Eisner a la millor obra internacional 2019.

## Argument
A les pàgines d'Intrèpides, es fa un repàs a la biografia de trenta dones que han deixat empremta a la societat. Amb un estil entretingut i amè s'endinsa a la vida d'una exploradora, una estrella del rock, una xamana, una activista per la pau i així fins a la trentena.
En crear l'obra l'autora va triar dones que havien tingut un paper destacat a la societat i que havien assolit grans fites, però que no solen sortir als llibres. Les trenta biografiades són:
1. Clémentine Delait (1865 - 1939) dona barbuda que regentava una cafeteria a París.
2. Lozen (1840-1889) guerrera i profeta chiricahua.[4]
3. Margaret Hamilton (1902-1985) actriu estatunidenca del segle xx, coneguda pel seu paper de bruixa malvada a El mag d'Oz.[5]
4. Las Mariposas Patria, Minerva i María-Teresa Mirabal, opositores a la dictadura dominicana dels anys 50.
5. Annette Kellermann (1887-1975) nedadora professional, i després actriu, que va lluitar a inicis del segle XX pels drets de les dones a l'àmbit de l'esport i del cinema, en especial pel dret a portar un banyador d'una peça.[6]
6. Wu Zetian (624 - 705) emperadriu xinesa.[7]
7. Leymah Gbowee⁣ (1972) activista africana per la pau.[8]
8. Christine Jorgensen (1926-1989) primera dona transgènere coneguda del món.[9]
9. Mae Jemison (1956) metgessa estatunidenca i astronauta de la NASA.[10]
10. Katia Krafft (1942-1991) vulcanòloga.
11. Frances Glessner Lee (1878-1962) forense estatunidenca, sobrenomenada "la mare de la ciència forense".
12. Cheryl Bridges (1947) atleta maratonista estatunidenca i activista pels drets de les dones del segle XX.[1]
13. Nzinga (1583 - 1663) reina de Ndongo i Matamba: reina de dos regnes africans del segle XVII a l'actual Angola.
14. Josephina van Gorkum (1820-1888) catòlica holandesa del segle xix, contrària a la segregació religiosa institucionalitzada del seu temps.[11]
15. Delia Akeley (1869-1970) exploradora estatunidenca del segle xx, especialista en l'Àfrica.
16. Tove Jansson (1914 - 2001) escriptora, pintora i il·lustradora finesa d'idioma suec.
17. Joséphine Baker (1906-1975) cantant, ballarina, actriu, vedet principal, membre de la resistència francesa, francmaçona i activista pels drets civils, estatunidenca nacionalitzada francesa.[12]
18. Agnodice (p. segle iv aC - p. segle iv aC) una de les primeres dones metgesses de l'antiga Grècia (segle IV aC).
19. Peggy Guggenheim (1898-1979) mecenes estatunidenca, col·leccionista d'art modern i galerista del segle xx.
20. Giorgina Reid (1908-2018) dissenyadora estatunidenca del segle XX responsable de salvar el far de Montauk.[13]
21. Temple Grandin (1947-) professora de zootècnia compromesa amb la defensa del benestar animal.
22. Sonita Alizadeh (1996-…) rapera i activista feminista afganesa del segle XXI.
23. Thérèse Clerc (1927-2016) activista feminista francesa del segle xx, creadora de la Maison des Babayagas.
24. Betty Davis (1945- 2022) cantant estatunidenca de funk i soul.[14]
25. Nellie Bly (1864-1922) periodista estatunidenca.[15]
26. Phoolan Devi (1963-2001) líder de bandes índies de finals del segle XX i diputada.
27. The Shaggs, grup de rock estatunidenc dels anys 60, format per les tres germanes Dot, Betty i Helen Wiggin.
28. Jesselyn Radack (1970-…) advocada estatunidenca especialitzada en la defensa dels drets humans i denunciants al segle XXI.
29. Hedy Lamarr (1914-2000) actriu i inventora austríaca naturalitzada estatunidenca, estrella de Hollywood del segle xx.
30. Naziq al-Abid (1898-1959) pionera de la independència nacional i els drets de les dones a Síria a principis del segle xx.